# إيتان
إيتان هي بلدية في فرنسا، تقع في موز، هي عاصمة Canton of Étain ‏، بلغ عدد سكانها 3,695 نسمة وذلك حسب إحصائيات سنة 2013، تبلغ مساحتها 19.64 كيلومتر مربع، رمزها البريدي هو 55400.

## الموقع
تشترك في الحدود مع:
- Warcq, Meuse [الإنجليزية]‏
- Fromezey [الإنجليزية]‏
- Herméville-en-Woëvre [الإنجليزية]‏
- Foameix-Ornel [الإنجليزية]‏
- Amel-sur-l'Étang [الإنجليزية]‏
- Rouvres-en-Woëvre [الإنجليزية]‏.

## أعلام
- روجيه بيانتوني